# Grzybno (województwo wielkopolskie)
Grzybno – wieś w Polsce położona w województwie wielkopolskim, w powiecie śremskim, w gminie Brodnica. 
W latach 1975–1998 miejscowość administracyjnie należała do województwa poznańskiego.
Wieś położona 5 km na zachód od Brodnicy przy drodze powiatowej nr 4063 do Szołder oraz nr 4060 z Pecnej do Żabna. Obok wsi przepływa kanał Szymanowo-Grzybno, na którym utworzono stawy.
Pierwsza wzmianka o wsi pochodzi z 1387 i wspomina właściciela, Tomisława z Grzybna. Przez XVII-XIX wiek majątek należał do Szołdrskich. W latach 1874–1944 Grzybno było w rękach niemieckich. 
Zabytkiem wsi prawnie chronionym jest zespół dworski, w skład którego wchodzi: dwór wybudowany w latach 1899-1905 dla rodziny Güentherów jako piętrowy, z dwoma bocznymi ryzalitami, w holu znajduje się tablica upamiętniająca gen. Józefa Wybickiego, w budynku znajduje się Zespół Szkół Rolniczych, a przy nim działa zespół pieśni i tańca "Chabry". W skład dworu wchodzi także park krajobrazowy o powierzchni 2,88 ha, w którym znajdują się pomnikowe okazy drzew: wiązów i sosny wejmutki, przy wjeździe do parku znajduje się głaz upamiętniający 50-lecie szkoły. W parku znajdują się budynki folwarczne, które przekształcone zostały na pracownie szkolne. W jednym z tych budynków mieści się Izba Regionalna, w której znajdują się eksponaty związane z kulturą wsi.